# Propaganda-Abteilung Frankreich
 (novembre 2013).
Si vous disposez d'ouvrages ou d'articles de référence ou si vous connaissez des sites web de qualité traitant du thème abordé ici, merci de compléter l'article en donnant les références utiles à sa vérifiabilité et en les liant à la section « Notes et références ».
La Propaganda-Abteilung Frankreich (en français « Département de la propagande en France ») était un service de propagande nazie du commandement militaire allemand en zone occupée en France du 18 juillet 1940 à août 1944. Ce service était dirigé par le colonel Heinz Schmidtke, homme lige de Joseph Goebbels.
Après la signature de l'armistice du 22 juin 1940, les autorités d'occupation s'appuient d'abord sur l'ambassade d'Allemagne à Paris pour surveiller les publications, les spectacles et les émissions radiophoniques. À la mi-juillet 1940, le colonel Heinz Schmidtke, alors commandant et officier de liaison au service presse interne du ministère de l'Éducation du peuple et de la Propagande du Reich, reçoit l’ordre de se rendre à Paris pour mettre en place la « Propaganda-Abteilung Frankreich », qui entre en fonction le 18 juillet 1940. Schmidtke doit également développer des groupements à Dijon, Saint-Germain, Angers, Bordeaux et, à partir de fin 1942, à Lyon. À l’issue des campagnes de l’Ouest, des entités sont amenées à travailler dans les zones récemment occupées.

## Mission
La mission fixée à la Propaganda-Abteilung Frankreich est explicite et ambitieuse. Il s'agit de briser le moral des populations civiles françaises, de les plier aux directives de l’occupant allemand, et aussi de les convaincre de la supériorité de la culture allemande. Car, outre ses missions politiques, la Propaganda-Abteilung est habitée par une volonté purificatrice en matière culturelle. Son objectif est clairement de mettre en place un « appareil de répression idéologique » dans tous les domaines de la pensée et de la culture, le cinéma, les beaux-arts, l’édition et bien sûr aussi la radio.

## Moyens
La Propaganda-Abteilung Frankreich est riche en moyens et en personnels. Ce service de propagande dépense un milliard de Reichsmarks.
Il emploie directement jusqu’à mille personnes et développe dans les régions des services de propagande et de censure appelés Propagandastaffel (en français « escadron de propagande »).

## Groupes de propagande
La Propaganda-Abteilung Frankreich est composée de cinq groupes de propagande, censure et surveillance, couvrant tous les domaines de la pensée. La presse écrite, la radiodiffusion et le cinéma sont les principales préoccupations des propagandistes allemands.
- Groupe édition et presse écrite : ce groupe est dirigé par Eduard Wintermayer. La Propaganda-Abteilung attribue en priorité le papier aux maisons d'édition et aux journaux qui se montrent favorables à la politique de l'occupant, tout en se réservant 20 % des approvisionnements. Son comité de censure relit les articles des journaux avant publication et ses dirigeants placent des hommes dévoués à la tête des rédactions et des entreprises de presse.
- Groupe radiodiffusion (Rundfunkgruppe) : ce groupe est placé sous la direction du docteur Alfred Böhfinger, ancien responsable du poste noir Radio-Stuttgart. Il compte trois sections : musique, émissions parlées et variétés, actualités et services d’information, auxquelles s’ajoute une section « Censure et service de contrôle ». Il est chargé de la mise en place et de l'exploitation des postes de propagande Radio-Paris et l'Information permanente et du poste régional Radio Rennes Bretagne, mais aussi du service de télévision Fernsehsender Paris.
- Groupe cinéma : un contrôle de l’activité est établi et une société allemande de production est créée à Paris, Continental Films, dirigée par Alfred Greven, un proche de Goering.
- Groupe culture (Kulturgruppe) : ce groupe régit le monde du théâtre et des spectacles, de la musique, des variétés et des Beaux-arts.
- Groupe publicité et discours publics

## Siège
La Propaganda-Abteilung Frankreich est un service du Commandant militaire allemand en France (en allemand « Militärbefehlshaber Frankreich »), créé le 16 octobre 1940, dont le quartier général et les services centraux sont installés à l'hôtel Majestic, avenue Kléber à Paris.
Il existe aussi une Propaganda-Abteilung Belgien à Bruxelles, auprès du général Alexander von Falkenhausen, gouverneur militaire de la Belgique et des départements du Nord et du Pas-de-Calais qui y sont annexés, à la tête de l'administration militaire de la Belgique et du Nord de la France (en allemand : Militärverwaltung in Belgien und Nordfrankreich). Le succès de la propagande allemande dépend énormément des succès militaires du IIIe Reich. Lorsque la Wehrmacht parait invincible, le public se montre plus à l’écoute. En revanche, une fois qu’elle commence à accumuler les défaites, l’opinion s’en distance davantage. Cette détérioration de la situation militaire mettra lentement mais sûrement en échec le programme de la Propaganda-Abteilung Belgien.